# Elias Ayuban
Elias Lumayog Ayuban CMF (ur. 1 stycznia 1968 w Parang) – filipiński duchowny katolicki, od 2024 biskup Cubao.

## Życiorys

### Prezbiterat
Święcenia kapłańskie otrzymał 9 marca 1996 w Zgromadzeniu Misjonarzy Klaretynów. Był m.in. proboszczem zakonnej parafii w Sibugay, rektorem formacyjnych domów zakonnych, wikariuszem domu zakonnego Community of Iuridicum w Rzymie oraz członkiem Kongregacji ds. Instytutów Życia Konsekrowanego i Stowarzyszeń Życia Apostolskiego. W 2019 został wybrany przełożonym filipińskiej prowincji klaretyńskiej.

### Episkopat
4 października 2024 papież Franciszek mianował go biskupem ordynariuszem diecezji Cubao. Sakry biskupiej udzielił mu kardynał Jose Advincula, 3 grudnia 2024. 